# Мануель Вальс
Мануель Вальс, також Манюель (фр. Manuel Valls; нар. 13 серпня 1962, м. Барселона, Іспанія) — французький політик, член Соціалістичної партії, прем'єр-міністр Франції з 31 березня 2014 до 6 грудня 2016. Вальс пішов із посади, аби висунути свою кандидатуру на президентських виборах від Соціалістичної партії.

## Навчання
Син іспанського художника Хав'єра Вальса.
Закінчив факультет історії Паризького університету (l'université Paris I Tolbiac).
У 1982 році отримав французьке громадянство.

## Політична діяльність
З 1983 по 1986 рік був парламентським аташе голови департаменту Ардеш Робера Шапіуса.
З 1986 по 1992 рік був регіональним радником, в 1998–2002 роки — першим віце-президентом регіону Іль-де-Франс.
З 1988 по 1998 рік обіймав посаду заступника мера міста Аржантей департаменту Валь-д'Уаз.
З 1988 по 1991 рік був спеціальним радником прем'єр-міністра Франції Мішеля Рокара.
Член Національного бюро і Національної ради (1993).
З 1997 по 2001 роки відповідав за зовнішньополітичні зв'язки та зв'язки з пресою в кабінеті прем'єр-міністра Франції Ліонеля Жоспена.
У 2001 році став мером міста Еврі (департамент Ессонн), в 2008 році був переобраний на цей пост, набравши близько 70 % голосів.
У 2002 році був обраний в Національні збори Франції депутатом від виборчого округу Ессонн, був переобраний двічі в 2007 і в червні 2012 року.
У червні 2009 Мануель Вальс заявив про участь у первинних виборах від Соціалістичної партії.
16 травня 2012 зайняв пост міністра внутрішніх справ Франції.
31 березня 2014 президент Франції Франсуа Олланд після розгромної поразки правлячої Соціалістичної партії (PS) на виборах ухвалив рішення призначити Манюеля Вальса главою уряду.

## Президентські перегони
5 грудня 2016 року Манюель Вальс оголосив про висунення своєї кандидатури для участі у президентських виборах 23 квітня 2017 року.
6 грудня він оголосив про відставку з посади прем'єр-міністра, щоб сконцентруватися на передвиборчій кампанії.

## Партійна робота
Член Соціалістичної партії Франції. Вступив в партію в 17 років, щоб підтримати на президентських виборах соціаліста Мішеля Рокара.
У 1988 році став першим секретарем Соціалістичної федерації Франції.
У 1995 році обійняв посаду національного секретаря Соціалістичної партії Франції з комунікацій.

## Сім'я
Манюель Вальс одружений. Має четверо дітей.